# Echo (televisieserie)
Echo is een Amerikaanse superheldenserie gebaseerd op het Marvel Comics van het personage Maya Lopez / Echo geproduceerd door Marvel Studios en gedistribueerd door Walt Disney Motion Pictures.
De serie is bedacht door Marion Dayre, en verschijnt op de streamingdienst Disney+. De serie speelt zich af in het Marvel Cinematic Universe, en is geproduceerd door Marvel Studios. De cast bestaat uit Alaqua Cox als hoofdpersonage Maya Lopez / Echo, Chaske Spencer, Tantoo Cardanil, Devery Jacobs, Cody Lightning, Graham Greene, en terugkerende acteurs binnen het universum: Zahn McClarnon als, Maya's vader, William Lopez, Vincent D'Onofrio als Wilson Fisk / Kingpin en Charlie Cox als Matt Murdock / Daredevil.
De televisieserie is geregisseerd door Sydney Freeland en Catriona McKenzie, en alle afleveringen zijn uitgebracht op 10 januari 2024 op Disney+. 

## Verhaal
Na de gebeurtenissen van Hawkeye (2021) in New York keert Maya Lopez terug naar haar geboorteplaats in Oklahoma, waar ze haar verleden moet accepteren, opnieuw contact moet maken met haar Indiaanse roots en haar familie en gemeenschap moet omarmen.

## Rolverdeling
| Acteur / Actrice     | Personage                | Notitie | Seizoen     | Seizoen |
| Acteur / Actrice     | Personage                | Notitie | 1           |         |
| -------------------- | ------------------------ | --- | ----------- | ------- |
| Alaqua Cox           | Maya Lopez / Echo        | Een dove inheemse Amerikaanse die perfect de bewegingen van een ander kan nabootsen. Ze was de voormalig commandant van de Tracksuit Mafia van haar peetvader Wilson Fisk / Kingpin. Verscheen eerder in de Disney+ televisieserie Hawkeye.                                                                          | Hoofdrol    |         |
| Chaske Spencer       | Henry Black Crow Lopez   | | Hoofdrol    |         |
| Devery Jacobs        | Bonnie                   | | Hoofdrol    |         |
| Cody Lightning       | Biscuits                 | | Hoofdrol    |         |
| Graham Greene        | Skully                   | | Hoofdrol    |         |
| Tantoo Cardinal      | Chula                    | | Hoofdrol    |         |
| Vincent D'Onofrio    | Wilson Fisk / Kingpin    | Een crimineel die de leider is van de New Yorkse maffia en criminele onderwereld. Verscheen eerder al in de Marvel televisieserie Daredevil op Netflix, waarin hij ook gespeeld werd door D'Onofrio, en Hawkeye op Disney+. Wilson Fisk is de peetvader van Maya Lopez, door wij hij werd neergeschoten in zijn oog. | Hoofdrol    |         |
| Morningstar Angeline | Lowak                    | | Terugkerend |         |
| Dannie McCallum      | Tuklo                    | | Terugkerend |         |
| Thomas E. Sullivan   | Victor "Vickie" Tyson    | | Terugkerend |         |
| Andrew Howard        | Zane                     | | Terugkerend |         |
| Zahn McClarnon       | William Lopez            | Maya's overleden vader en voormalig commandant van de Tracksuit Mafia van Wilson Fisk / Kingpin. Verscheen eerder in de Disney+ televisieserie Hawkeye. | Terugkerend |         |
| Katrina Ziervogel    | Taloa                    | | Terugkerend |         |
| Charlie Cox          | Matt Murdock / Daredevil | Een blinde advocaat, die strijdt tegen de misdaad als gemaskerde burgerwacht Daredevil in Hell's Kitchen, op zoek naar een voormalig bondgenoot. Verscheen eerder in de Netflix-series Daredevil, The Defenders, de film Spider-Man: No Way Home en de Disney+-serie She-Hulk: Attorney at Law.                      | Bijrol      |         |
| Julia Jones          | Chafa                    | | Bijrol      |         |
| Richie Palmer        | Bill Fisk (stem)         | De vader van Wilson Fisk, vermoord door zijn eigen zoon. Werd in de Netflix-serie Daredevil gespeeld door Domenick Lombardozzi. | Bijrol      |         |
| Mary Louise Gemmill  | Marlene Fisk (stem)      | De moeder van Wilson Fisk. Werd in de Netflix-serie Daredevil gespeeld door Angela Reed. | Bijrol      |         |

## Afleveringen
| Nr. | Titel | Regisseur         | Schrijver(s)                                                                                                  | Releasedatum    |
| --- | ----- | ----------------- | --- | --------------- |
| 1   | Chafa | Sydney Freeland   | Marion Dayre, Josh Feldman, Steven Paul Judd en Ken Kristensen                                                | 10 januari 2024 |
| 2   | Lowak | Sydney Freeland   | Marion Dayre, Ken Kristensen, Josh Feldman, Steven Paul Judd, Rebecca Roanhorse, Bobby Wilson en Ellen Morton | 10 januari 2024 |
| 3   | Tuklo | Catriona McKenzie | Ken Kristensen, Jason Gavin, Shoshannah Stern en Marion Dayrne                                                | 10 januari 2024 |
| 4   | Taloa | Sydney Freeland   | Ken Kristensen, Josh Feldman, Chantelle M. Wells                                                              | 10 januari 2024 |
| 5   | Maya  | Sydney Freeland   | Amy Rardin, Steven Paul Judd, Ellen Morton en Chantelle M. Wells                                              | 10 januari 2024 |